# Los amantes de Verona (película)
Los amantes de Verona es una coproducción italiana y española dirigida por Ricardo Freda dirigida en el año 1964 y estrenada en el año 1968.

## Argumento
Basada en la obra dramática de William Shakespeare: 'Romeo y Julieta', es una más de las adaptaciones cinematográficas del mito de los amantes hasta la muerte.